# Gabara discofascia
Gabara discofascia là một loài bướm đêm trong họ Erebidae.